# Cratere Claudia
Claudia è un cratere sulla superficie di 4 Vesta. È utilizzato per determinare il meridiano principale del sistema di riferimento topografico di Vesta, analogamente a quanto avviene sulla Terra con Greenwich.
Il cratere è stata battezzato dall'Unione Astronomica Internazionale con riferimento alla vestale Claudia Pulcra maggiore.